# Euphorbia maromokotrensis
Euphorbia maromokotrensis är en törelväxtart som beskrevs av Rebmann. Euphorbia maromokotrensis ingår i släktet törlar, och familjen törelväxter. Inga underarter finns listade i Catalogue of Life.